# Sao nhập ngũ (mùa 14)
Mùa thứ 14 của chương trình Sao nhập ngũ với tên gọi Sao nhập ngũ 2024: Không khoan nhượng được phát sóng trên kênh QPVN và HTV7 từ ngày 14 tháng 12 năm 2023 đến ngày 11 tháng 4 năm 2024. Mùa này có sự tham gia của các nghệ sĩ Xemesis, Soobin, Mai Tài Phến, Mono, Tuấn Trần, 16 Typh, Huỳnh Lập và Phát La; họ được huấn luyện bởi Thượng úy Lưu Quang Nhất tại Trung đoàn bộ binh 165, Sư đoàn 312, Quân đoàn 1, Quân đội nhân dân Việt Nam.

## Lịch sử và sản xuất
Chiều ngày 30 tháng 11 năm 2023, trên mạng xã hội xuất hiện những hình ảnh về các nghệ sĩ tham gia Sao nhập ngũ 2024, gồm Mono, Soobin, Phát La, Mai Tài Phến, 16 Typh, Tuấn Trần, Huỳnh Lập và Xemesis. Ngay trong buổi tối cùng ngày, thông tin trên đã được fanpage chương trình xác nhận.
Buổi họp báo ra mắt chính thức chương trình Sao nhập ngũ 2024 diễn ra vào chiều ngày 11 tháng 12 năm 2023, với sự có mặt đầy đủ của cả 8 thành viên tham gia mùa này. Trailer chính thức của chương trình cũng đã được phát hành vào buổi tối cùng ngày. Theo nhà sản xuất, với chủ đề "Không khoan nhượng", mùa này đánh dấu sự thay đổi trong format của chương trình với số lượng chiến sĩ nam nhiều nhất so với những mùa trước đây. Toàn bộ quá trình làm quen và trải nghiệm môi trường quân ngũ của các thành viên đã bị loại bỏ, thay vào đó là những nội dung huấn luyện với độ khó tăng dần. Tổng Đạo diễn Lương Hải Khoa cho biết, chương trình đã phối hợp chặt chẽ với đơn vị đóng quân để khảo sát và xây dựng những thao trường huấn luyện quy mô, bài bản và mang đầy tính thách thức. Bên cạnh đó, tất cả những nội dung huấn luyện đều có xếp hạng nhất, nhì và ba, đòi hỏi các chiến sĩ phải thực sự hết mình trong mọi nội dung huấn luyện. Hầu hết các nghệ sĩ tham gia mùa này đều bị chấn thương khi phải rèn luyện với cường độ cao, nhưng theo họ, họ tham gia chương trình nhằm vượt lên chính mình, chinh phục mọi thử thách.
Chương trình do Viettel Media thuộc Tập đoàn Công nghiệp – Viễn thông Quân đội sản xuất và phát hành, được ghi hình trong vòng 8 ngày tại Trung đoàn bộ binh 165, Sư đoàn 312, Quân đoàn 1.

## Phát sóng
Sao nhập ngũ 2024 được phát sóng vào thứ 5 hàng tuần từ ngày 14 tháng 12 năm 2023, vào các khung giờ 09:15 trên QPVN, 20:20 trên HTV7, 20:30 trên ứng dụng TV360, Mocha và công chiếu trên kênh YouTube chính thức của chương trình. Chương trình cũng được phát lại vào lúc 12:00 thứ 7 hàng tuần trên kênh SCTV6.

## Nhân vật trải nghiệm

### Nhân vật chính
Các nhân vật chính trong chương trình đã được công bố vào ngày 30 tháng 11 năm 2023, và tính đến thời điểm phát sóng mùa này, đây là mùa có số lượng nhân vật nam nhiều nhất. Trong đó, 6 trong số 8 nhân vật trải nghiệm có lần đầu tiên xuất hiện tại một chương trình truyền hình thực tế.
| Tên nhân vật (Nghệ danh)            | Nghề nghiệp | Cấp bậc   | Vai trò              |
| ----------------------------------- | ----------- | --------- | -------------------- |
| Lưu Quang Nhất                      | Quân nhân   | Thượng úy | Chỉ huy              |
| Nghiêm Anh Hiếu (Xemesis)           | Streamer    |           | Nhân vật trải nghiệm |
| Mai Đại Bình (Mai Tài Phến)         | Diễn viên   |           | Nhân vật trải nghiệm |
| Nguyễn Huỳnh Sơn (Soobin Hoàng Sơn) | Ca sĩ       |           | Nhân vật trải nghiệm |
| Trần Duy Tuấn (Tuấn Trần)           | Diễn viên   |           | Nhân vật trải nghiệm |
| La Vĩnh Phát (Phát La)              | Diễn viên   |           | Nhân vật trải nghiệm |
| Huỳnh Ngọc Lập (Huỳnh Lập)          | Diễn viên   |           | Nhân vật trải nghiệm |
| Phạm Hoàng Hải (16 Typh)            | Rapper      |           | Nhân vật trải nghiệm |
| Nguyễn Việt Hoàng (Mono)            | Ca sĩ       |           | Nhân vật trải nghiệm |

### Nhân vật khách mời
| Tên nhân vật (Nghệ danh)   | Nghề nghiệp | Vai trò            | Tập  |
| -------------------------- | ----------- | ------------------ | ---- |
| Phùng Thanh Độ (Độ Mixi)   | Streamer    | Nhân vật thách đấu | 8–10 |
| Phạm Thùy Trang (Xoài Non) | Người mẫu   | Nhân vật hỗ trợ    | 14   |

## Các tập phát sóng
| Tập | Tiêu đề                         | Ngày phát sóng       | TK                          |
| --- | ------------------------------- | -------------------- | --------------------------- |
| 1 | "Cú "sốc" đầu tiên"             | 14 tháng 12 năm 2023 | [ 13 ] [ 14 ]               |
| - Mở đầu huấn luyện - Kiểm tra thể lực: Cướp cờ |                                 |                      |                             |
| 2 | "Hãy hành động, đừng xin lỗi"   | 21 tháng 12 năm 2023 | [ 15 ] [ 16 ] [ 17 ]        |
| - Kiểm tra thể lực: Cướp cờ (tiếp) - Hội thao nấu ăn dã chiến - Huấn luyện kỹ thuật chiến đấu bộ binh: Đâm lê - Đánh xẻng - Hội thao kỹ thuật đánh gần |                                 |                      |                             |
| 3 | "Ở đây, đơn vị là nhà!"         | 28 tháng 12 năm 2023 | [ 18 ] [ 19 ]               |
| - Hội thao kỹ thuật đánh gần (tiếp) - Sinh hoạt tối - Thể dục buổi sáng - Kiểm tra sáng |                                 |                      |                             |
| 4 | "Phá vỡ lực cản!"               | 4 tháng 1 năm 2024   | [ 20 ] [ 21 ] [ 22 ]        |
| - Huấn luyện các tư thế vận động trên chiến trường: Động tác bò thấp, động tác lê - Giải lao thao trường - Hội thao vượt vật cản - Hội thao kéo co 4 người |                                 |                      |                             |
| 5 | "Vàng thật không sợ lửa"        | 11 tháng 1 năm 2024  | [ 23 ] [ 24 ] [ 25 ] [ 26 ] |
| - Hội thao kéo co 4 người (tiếp) - Giải lao thao trường - Hội thao leo dây ngang - Sinh hoạt tối |                                 |                      |                             |
| 6 | "Bản lĩnh không tự nhiên mà có" | 18 tháng 1 năm 2024  | [ 27 ]                      |
| - Kiểm tra lễ tiết tác phong - Huấn luyện dùng lượng nổ, đánh phá mục tiêu: - Động tác đi khom, mang vác lượng nổ dài - Động tác mang vác lượng nổ khối |                                 |                      |                             |
| 7 | "Nỗi sợ"                        | 25 tháng 1 năm 2024  | [ 28 ] [ 29 ]               |
| - Hội thao dùng lượng nổ tiêu diệt mục tiêu - Hội thao bơi bao gói trang bị vượt hồ - Hội thao đấu vật tự do trên sàn nổi |                                 |                      |                             |
| 8 | "Đối đầu"                       | 1 tháng 2 năm 2024   | [ 30 ] [ 31 ]               |
| Tập này có sự xuất hiện của Phùng Thanh Độ, cựu chiến sĩ Sao nhập ngũ 2022, trong vai trò khách mời. Bên cạnh việc là khách mời thử thách trong hội thao bắn súng với Huỳnh Sơn, anh còn xuất hiện trong hai tập tiếp theo (tham gia bữa ăn trưa của các chiến sĩ trong tập 9, và làm khán giả trong hội thao võ chiến đấu tổng hợp ở tập 10). - Hội thao đấu vật tự do trên sàn nổi (tiếp) - Huấn luyện kỹ thuật chiến đấu bộ binh: Kỹ thuật bắn súng tiểu liên AK - Giải lao thao trường - Hội thao vận động nằm bắn không tỳ - Hội thao bắn súng: Thanh Độ vs Huỳnh Sơn     |                                 |                      |                             |
| 9 | "Tứ bề gió thổi"                | 22 tháng 2 năm 2024  | [ 32 ] [ 33 ]               |
| - Nhiệm vụ hậu cần: Chặt gà - Ăn trưa - Huấn luyện võ chiến đấu tay không: - Động tác luồn tránh - đấm nách - Động tác vặn tay, đá - Hội thao thực hành võ trinh sát |                                 |                      |                             |
| 10 | "Ngọc có mài mới sáng"          | 29 tháng 2 năm 2024  | [ 34 ]                      |
| - Hội thao thực hành võ trinh sát (tiếp) - Huấn luyện và hội thao võ chiến đấu tổng hợp - Kiểm tra nội vụ vệ sinh đột xuất - Báo động kiểm tra quân số - Sinh hoạt tối: Sinh nhật đồng đội |                                 |                      |                             |
| 11 | "Sương gió bủa vây"             | 7 tháng 3 năm 2024   | [ 35 ]                      |
| - Huấn luyện kỹ thuật chiến đấu bộ binh: Kỹ thuật ném lựu đạn - Kiểm tra chỉ số ban đầu và thi đấu ném lựu đạn - Huấn luyện và hội thao ném lựu đạn trong hành tiến - Huấn luyện mang đeo mặt nạ phòng hóa, vận động khắc phục vật cản - Hội thao phòng hóa |                                 |                      |                             |
| 12 | "Sức mạnh là chưa đủ"           | 14 tháng 3 năm 2024  | [ 36 ]                      |
| Đối với nội dung buổi chiều ngày thứ 5 (phát sóng trong tập này và tập 13), Vĩnh Phát và Anh Hiếu không thể tham gia vì lý do sức khỏe. Thay vào đó, hai chiến sĩ này ở lại đơn vị để tiến hành sơ cứu và thực hiện nhiệm vụ riêng. - Hội thao phòng hóa (tiếp) - Huấn luyện: 5 kỹ thuật băng bó - Cấp cứu, chuyển thương hỏa tuyến - Hội thao quân y |                                 |                      |                             |
| 13 | "Chuông reo là bắn"             | 21 tháng 3 năm 2024  | [ 37 ] [ 38 ]               |
| Trong tập này, người thân của chiến sĩ Huỳnh Sơn và Việt Hoàng đã đến thao trường để thăm họ cũng như đồng đội của mình. - Hội thao quân y (tiếp) - Sinh hoạt tối - Huấn luyện và hội thao trinh sát: Phục kích bắt tù binh - Huấn luyện kỹ thuật trinh sát: Bí mật vận động tiếp cận nhà cao tầng - Hội thao đẩy gậy - leo tường |                                 |                      |                             |
| 14 | "Phía sau bóng tối"             | 28 tháng 3 năm 2024  | [ 39 ] [ 40 ]               |
| Phạm Thùy Trang (Xoài Non), vợ của chiến sĩ Anh Hiếu, xuất hiện trong hội thao giải cứu con tin ở tập này với vai trò con tin cần giải cứu của tiểu đội 2. Sau đó, cô được dẫn về doanh trại tham quan và làm quen với những đồng đội còn lại - Hội thao đẩy gậy - leo tường (tiếp) - Huấn luyện chiến thuật trinh sát: Trinh sát đặc nhiệm tấn công lực lượng khủng bố, giải thoát con tin trên nhà cao tầng - Hội thao giải cứu con tin - Sinh hoạt tối - Sinh hoạt chính trị: Tư vấn tư tưởng và tâm lý cho người chiến sĩ - Nhiệm vụ canh gác - Hội thao gấp chăn          |                                 |                      |                             |
| 15 | "Đoàn kết là sức mạnh"          | 4 tháng 4 năm 2024   | [ 41 ] [ 42 ] [ 43 ] [ 44 ] |
| - Huấn luyện tổ đội bắn súng 12 ly 7 - Hội thao bắn súng 12 ly 7 - Hội thao tổng hợp thực hiện cứu hộ - cứu nạn - Sinh hoạt trung đội: - Nhìn lại hành trình - Học bài hát truyền thống |                                 |                      |                             |
| 16 | "Những chiến binh thành đồng"   | 11 tháng 4 năm 2024  | [ 45 ] [ 46 ] [ 47 ]        |
| Đây là tập cuối cùng của Sao nhập ngũ 2024. Trong tập này, chương trình mời đến thao trường Đại tá, Anh hùng lực lượng vũ trang nhân dân Nguyễn Thế Thao - nguyên Tiểu đoàn trưởng Tiểu đoàn 6, Trung đoàn 165, Sư đoàn 312. - Sinh hoạt trung đội (tiếp) - Viết thư gửi đồng đội - Sinh nhật đồng đội - Chào cờ - Duyệt đội ngũ - Huấn luyện vận chuyển hàng hóa bằng phương tiện xe thồ - Hội thao vận tải đạn vượt qua các loại địa hình - Bữa trưa tại thao trường - Giao lưu - Trận đánh cuối cùng - Tái hiện Chiến dịch Đồi Cháy - Tổng kết hành trình Sao nhập ngũ 2024 |                                 |                      |                             |

## Kết quả các phần thi

### Kiểm tra thể lực (Tập 1–2)
Tham khảo: 
8 chiến sĩ được chia làm 4 nhóm 2 người, thi đấu cướp cờ đối kháng trong hồ nước rộng 5m.
- Vòng 1: Các nhóm tự chọn đối thủ của mình. Trận đấu diễn ra trong 3 hiệp, nhóm nào thắng 2 hiệp sẽ giành chiến thắng trận đấu đó.
- Tranh hạng 3: Thi đấu 1 hiệp, nhóm thắng giành hạng 3 chung cuộc.
- Chung kết: Thi đấu 3 hiệp, hai hiệp thi đấu cá nhân và một hiệp thi đấu nhóm. Nhóm thắng 2 hiệp giành chiến thắng chung cuộc.

Thứ hạng chung cuộc ở thử thách này sẽ quyết định vật dụng và thử thách cho hội thao nấu ăn dã chiến (nấu 3 món ăn theo yêu cầu trong 30 phút).
| Hạng | Nhóm                   | Vật dụng dùng trong hội thao nấu ăn dã chiến                              |
| ---- | ---------------------- | ------------------------------------------------------------------------- |
| 1    | Duy Tuấn - Vĩnh Phát   | Bếp Hoàng Cầm (với đầy đủ vật chất cần thiết), đảm bảo nấu cho 8 người ăn |
| 2    | Việt Hoàng - Hoàng Hải | Bếp Hoàng Cầm (chỉ dùng một bếp), đảm bảo nấu cho 5 người ăn              |
| 3    | Tài Phến - Huỳnh Lập   | Bếp cơ động dã chiến, đảm bảo nấu cho 3 người ăn                          |
| 4    | Huỳnh Sơn - Anh Hiếu   | Bếp vận dụng cây gạt, đảm bảo nấu cho 3 người ăn                          |

### Hội thao kỹ thuật đánh gần (Tập 2–3)
Tham khảo: 
8 chiến sĩ chia thành 4 đội dựa trên vị trí giường sinh hoạt của các chiến sĩ (4 người ở giường trên chia làm 2 đội, 4 người ở giường dưới chia làm 2 đội), mỗi đội bổ sung thêm một chiến sĩ cũ để lập đội 3 người. Các đội sử dụng các động tác đâm lê, đánh báng, chém xẻng để phá ba mục tiêu, mỗi mục tiêu cách nhau 25m. Kết quả cuối cùng được tính dựa trên thời gian thực hiện và số lượng mục tiêu bị tiêu diệt.
- Ở mục tiêu thứ nhất, một chiến sĩ tiến hành dùng súng tiểu liên AK tiêu diệt ba mục tiêu với độ cao thấp khác nhau, sau đó quay về vị trí xuất phát.
- Ở mục tiêu thứ hai, chiến sĩ thực hiện đánh báng ba niêu đất.
- Ở mục tiêu thứ ba, chiến sĩ còn lại thực hiện động tác chém xẻng chém đứt thân cây chuối, sau đó cơ động về vị trí xuất phát để hoàn thành nhiệm vụ.

Chú ý rằng khi một chiến sĩ hoàn thành mục tiêu của mình và trở về vạch xuất phát thì chiến sĩ tiếp theo mới được thực hiện tiêu diệt cụm mục tiêu tiếp theo. Mỗi chiến sĩ chỉ có 2 phút để thực hiện tiêu diệt hết các mục tiêu, hết thời gian phải quay trở về vạch xuất phát, kể cả khi chưa tiêu diệt được hết các mục tiêu theo yêu cầu.
| Hạng | Nhóm                                                          | Thời gian thực hiện | Mục tiêu chưa bị tiêu diệt |
| ---- | ------------------------------------------------------------- | ------------------- | -------------------------- |
| 1    | Vinh quang (Duy Tuấn - Anh Hiếu - Hà Công Tuấn)               | 1 phút 10 giây      | 0                          |
| 2    | Sáu bảy tám chín (Vĩnh Phát - Việt Hoàng - Đào Trọng Tiến)    | 1 phút 10 giây      | 1                          |
| 3    | Chiến binh thần tốc (Hoàng Hải - Tài Phến - Đỗ Mạnh Dũng)     | 1 phút 11 giây      | 1                          |
| 4    | Thành đồng diệt địch (Huỳnh Lập - Huỳnh Sơn - Trần Đức Quang) | 1 phút 40 giây      | 0                          |

### Hội thao vượt vật cản (Tập 4)
Tham khảo: 
8 chiến sĩ mới chia làm 4 đội, mỗi đội gồm 2 chiến sĩ mới và 2 chiến sĩ cũ (thứ tự chọn đội của chiến sĩ mới căn cứ vào kết quả của ngày đầu tiên). Hội thao chia làm 2 lượt thi đấu, mỗi lượt hai đội. Các đội phải vượt qua bốn chặng thử thách:
- Chặng 1: Sử dụng động tác bò thấp để vượt qua bãi lầy với hàng rào thép gai dài 20m, cao 0,5m.
- Chặng 2: Vượt qua bức tường có độ cao 1,8m.
- Chặng 3: Thực hiện xếp 7 hòm đạn (mỗi hòm nặng 30 kg) chồng lên nhau để đạt được chiều cao 1,8m.
- Chặng 4: Sử dụng bộc phá, đánh mục tiêu để hoàn thành nhiệm vụ.

Thành tích được tính dựa trên thời gian hoàn thành và kỹ thuật vượt vật cản (cộng 15 giây vào thành tích cho mỗi lỗi kỹ thuật mà đội mắc phải).
| Hạng | Đội                                                                | Thời gian thực hiện |
| ---- | ------------------------------------------------------------------ | --- |
| 1    | Đội 4 (Huỳnh Lập - Tài Phến - Nguyễn Hữu Đang - Trần Đức Quang)    | 3 phút 54 giây |
| 2    | Đội 2 (Vĩnh Phát - Việt Hoàng - Nguyễn Văn Cường - Đào Trọng Tiến) | 4 phút 55 giây (4 phút 40 giây + 15 giây do xếp hòm không ngay ngắn)                                                               |
| 3    | Đội 1 (Anh Hiếu - Duy Tuấn - Đoàn Huy Tùng - Hà Công Tuấn)         | 6 phút 29 giây |
| 4    | Đội 3 (Huỳnh Sơn - Hoàng Hải - Lê Duy Quân - Đỗ Mạnh Dũng)         | 8 phút 05 giây (7 phút 20 giây + 45 giây do kiểm tra vũ khí trang bị không đảm bảo, có 2 chiến sĩ giúp đỡ người thực hiện chặng 3) |

### Hội thao kéo co 4 người (Tập 4–5)
Tham khảo: 
Dựa trên cân nặng của các chiến sĩ mới, 8 chiến sĩ chia làm hai bảng 4 người. Mỗi chiến sĩ trong bảng thi đấu sẽ kéo co trên đường tròn có đường kính 5m với 4 thùng phi ở mỗi điểm cân đối quanh vòng tròn. Trên mỗi thùng phi có một khẩu súng tiểu liên AK đã tháo rời hộp tiếp đạn. Khi có hiệu lệnh, mỗi người kéo co về hướng quy định. Ai lấy được khẩu súng và hộp tiếp đạn, lắp được hộp tiếp đạn vào súng sẽ giành chiến thắng và được thoát khỏi trò chơi. Trò chơi tiếp tục với các chiến sĩ còn lại (1 trận đấu sẽ kéo dài 3 lượt) cho đến khi thứ hạng của bảng thi đấu được phân định (Người giành phần thắng ở lượt 1 được xếp hạng 1, thắng lượt 2 xếp hạng 2, thắng lượt 3 xếp hạng 3, vị trí thứ 4 dành cho người còn lại) .
| Hạng                     | Tên                      |
| Lượt 1 (hạng trên 70 kg) | Lượt 1 (hạng trên 70 kg) |
| ------------------------ | ------------------------ |
| 1                        | Duy Tuấn                 |
| 2                        | Tài Phến                 |
| 3                        | Anh Hiếu                 |
| 4                        | Hoàng Hải                |
| Lượt 2 (hạng dưới 70 kg) |                          |
| 1                        | Việt Hoàng               |
| 2                        | Huỳnh Sơn                |
| 3                        | Vĩnh Phát                |
| 4                        | Huỳnh Lập                |

### Hội thao leo dây ngang (Tập 5)
Tham khảo: 
8 chiến sĩ mới thực hành vượt qua hồ nước bằng kỹ thuật leo dây ngang trên dây dài 20m, cao 2,5m. Chiến sĩ phải vượt qua hồ nước thì kết quả mới được ghi nhận. Thành tích được ghi nhận như sau:
- Leo hết chiều dài dây: 10 điểm.
- Không leo hết chiều dài dây: Không ghi nhận kết quả (tính 0 điểm).

| TT | Tên        | Điểm | Kết quả   |
| -- | ---------- | ---- | --------- |
| 1  | Việt Hoàng | 10   | Đạt       |
| 2  | Tài Phến   | 10   | Đạt       |
| 3  | Huỳnh Lập  | 10   | Đạt       |
| 4  | Vĩnh Phát  | 0    | Không đạt |
| 5  | Hoàng Hải  | 0    | Không đạt |
| 6  | Duy Tuấn   | 10   | Đạt       |
| 7  | Anh Hiếu   | 0    | Không đạt |
| 8  | Huỳnh Sơn  | 10   | Đạt       |

### Hội thao dùng lượng nổ tiêu diệt mục tiêu (Tập 6–7)
Tham khảo: 
8 chiến sĩ mới được chia làm 4 đội theo đội hình tổ chiến đấu 2 người. Ở mỗi lượt thi đấu, hai đội thi đấu cùng lúc trên hai dải thao trường được bố trí song song. Các đội tiến hành thực hiện nhiệm vụ theo ba giai đoạn:
- Tổ chiến đấu vận dụng các tư thế vận động trên chiến trường để vượt qua các bãi vật cản được bố trí liên tiếp nhau. Trên chiến trường có những chiếc chuông treo trên sợi dây mảnh tượng trưng cho mìn nổ, nếu ai trong tổ chiến đấu vướng phải mìn sẽ bị loại ngay lập tức. Kể cả khi một chiến sĩ trong tổ bị loại, chiến sĩ còn lại vẫn phải tiếp tục thực hiện nhiệm vụ của mình.
- Sau khi vượt qua các bãi vật cản, tổ chiến đấu tiến hành lấy vật nổ trong hòm gỗ. Một chiến sĩ nhanh chóng thu thập và tiếp cận mục tiêu đặt bộc phá, chiến sĩ còn lại làm người cảnh giới và yểm trợ ở phía sau.
- Khi bộc phá nổ, các chiến sĩ tiến hành xông lên và tiêu diệt sinh lực địch.

Thành tích của các đội được tính theo thời gian hoàn thành nhiệm vụ của các đội. Trong quá trình thực hiện, sẽ có những yếu tố ngoại cảnh, đòi hỏi sự bình tĩnh của các chiến sĩ để vượt qua thử thách.
| Hạng | Đội                            | Thời gian thực hiện |
| ---- | ------------------------------ | ------------------- |
| 1    | Huỳnh Sơn - Anh Hiếu (Đội 4)   | 3 phút 59 giây      |
| 2    | Việt Hoàng - Hoàng Hải (Đội 3) | 4 phút 37 giây      |
| 3    | Huỳnh Lập - Tài Phến (Đội 2)   | 6 phút 37 giây      |
| 4    | Duy Tuấn - Vĩnh Phát (Đội 1)   | 6 phút 45 giây      |

### Hội thao bơi bao gói trang bị vượt hồ (Tập 7)
Trung đội chia ra làm 2 tiểu đội gồm 4 chiến sĩ mới và 2 chiến sĩ cũ để thực hiện nhiệm vụ. Các tiểu đội thực hiện vận chuyển một bè súng cối và một bè súng B-41 vượt hồ dài 150m, gồm ba chặng:
- Chặng 1: 50m;
- Chặng 2: Vượt qua vật cản bèo và vật cản phao zíc zắc, tổng chiều dài là 50m;
- Chặng 3: 50m.

Hồ có hai dải ứng với khu vực thi đấu của hai tiểu đội 1 và 2. Bè B-41 chỉ được phép xuất phát khi bè súng cối xuất phát được 10m.
| Hạng | Tiểu đội | Tiểu đội                             | Tiểu đội                         | Thời gian thực hiện |
| Hạng | #        | Vận chuyển bè cối                    | Vận chuyển bè B-41               | Thời gian thực hiện |
| ---- | -------- | ------------------------------------ | -------------------------------- | ------------------- |
| 1    | 1        | Duy Tuấn Hoàng Hải Lê Tuấn Vũ        | Vĩnh Phát Việt Hoàng Lê Duy Quân | 7 phút 30 giây      |
| 2    | 2        | Huỳnh Sơn Anh Hiếu Nguyễn Việt Hoàng | Tài Phến Huỳnh Lập Đỗ Mạnh Dũng  | 10 phút 27 giây     |

### Hội thao đấu vật tự do trên sàn nổi (Tập 7–8)
Tham khảo: 
Trung đội chia làm hai tiểu đội (gồm chiến sĩ cũ và mới, trong đó chiến sĩ cũ do tiểu đội tự chọn, chiến sĩ mới do đại đội trưởng quyết định) để thực hiện hội thao này, mỗi tiểu đội là một đội. Ở mỗi lượt, mỗi tiểu đội cử ra một người để đấu vật đối kháng trên sàn nổi có diện tích 10m2. Khi thi đấu, chiến sĩ không được sử dụng các đòn triệt hạ (đòn hiểm), nếu sử dụng đòn khóa thì không được thực hiện quá 3 giây. Người nào chạm mặt nước trước sẽ thua, người còn lại sẽ được cộng 1 điểm vào thành tích chung của cả tiểu đội.
| TT | Tiểu đội 1       | Kết quả | Tiểu đội 2    |
| -- | ---------------- | ------- | ------------- |
| 1  | Duy Tuấn         | 0-1     | Tài Phến      |
| 2  | Vĩnh Phát        | 0-1     | Huỳnh Sơn     |
| 3  | Hoàng Hải        | 1-0     | Anh Hiếu      |
| 4  | Việt Hoàng       | 1-0     | Huỳnh Lập     |
| 5  | Nguyễn Văn Cường | 0-1     | Đoàn Huy Tùng |
| KQ | Tiểu đội 1       | 2-3     | Tiểu đội 2    |

### Hội thao vận động nằm bắn không tỳ (Tập 8)
Tham khảo: 
8 chiến sĩ mới được chia làm 2 tổ, mỗi tổ 2 đội, mỗi đội 2 chiến sĩ. Hội thao được bố trí thành 4 dải thi đấu song song, gồm hai chặng vận động:
- Chặng 1: Chiến sĩ kéo vật cản là lốp xe vượt quãng đường 20m đến vị trí hộp đạn và lấy súng.
- Chặng 2: Chiến sĩ cơ động di chuyển từ vị trí hộp đạn đến vị trí chốt gắn cờ đỏ, dùng xẻng đào các hộp đạn được chôn phía dưới. Mỗi đội được phép đào tối đa 3 vị trí để lấy đạn. Số đạn đào được sẽ là ngẫu nhiên, nhưng mỗi đội luôn đảm bảo có tối thiểu 8 viên đạn cho 3 vị trí đào.

Sau khi lấy được đạn, chiến sĩ cơ động đến vị trí nằm bắn để tiêu diệt các mục tiêu, là các bóng bay được sơn màu trắng và màu xanh, tương ứng với các dải của từng đội tham gia. Thành tích được tính dựa trên số mục tiêu bị tiêu diệt - nếu số lượng mục tiêu bị tiêu diệt của hai đội bằng nhau thì sẽ căn cứ vào số lượng đạn còn lại và thời gian hoàn thành nhiệm vụ để xếp loại.
| TT | Tiểu đội 1           | Mục tiêu bị tiêu diệt | Tiểu đội 2          |
| -- | -------------------- | --------------------- | ------------------- |
| 1  | Vĩnh Phát Việt Hoàng | 3-4                   | Anh Hiếu Tài Phến   |
| 2  | Hoàng Hải Duy Tuấn   | 2-7                   | Huỳnh Lập Huỳnh Sơn |
| KQ | Tiểu đội 1           | 5-11                  | Tiểu đội 2          |

Kết quả: Tiểu đội 2 giành chiến thắng.

### Hội thao bắn súng: Thanh Độ vs Huỳnh Sơn (Tập 8)
Tham khảo: 
Huỳnh Sơn, người được đội trưởng chọn do có thành tích bắn xuất sắc ở hội thao vận động nằm bắn không tỳ (tiêu diệt được 5 mục tiêu), sẽ đối đầu với chiến sĩ Thanh Độ (nhân vật thách đấu, cũng từng là nhân vật trải nghiệm ở Sao nhập ngũ mùa 12). Hai chiến sĩ tiến hành tiêu diệt 17 mục tiêu, sử dụng 30 viên đạn (bắn từ trái qua phải). Chiến sĩ nào bắn trúng nhiều bia mục tiêu hơn sẽ giành chiến thắng.
Kết quả: Thanh Độ bắn được 14/17 mục tiêu, giành chiến thắng trước Huỳnh Sơn (bắn được 8/17 mục tiêu).

### Hội thao thực hành võ trinh sát (Tập 9–10)
8 chiến sĩ mới chia làm 4 đội, mỗi đội gồm 2 chiến sĩ mới và 2 chiến sĩ cũ (trong đó, đội trưởng (được in đậm) được lựa chọn hai chiến sĩ cũ và bốc thăm để lựa chọn tình huống cũng như chiến sĩ mới đồng hành). Mỗi đội được giao một tình huống và phải vận dụng các động tác võ trinh sát đã học để thực hiện các yêu cầu của tình huống đó. Thứ tự của các tình huống cũng là thứ tự thực hiện hội thao (v.d. đội bốc thăm được tình huống 1 sẽ thực hiện nhiệm vụ trước, sau đó là đội bốc thăm tình huống 2, và tiếp tục cho đến đội cuối cùng).
| THg | Đội                                                      | XH |
| --- | -------------------------------------------------------- | -- |
| 1   | Huỳnh Lập - Đỗ Mạnh Dũng - Đào Trọng Tiến - Anh Hiếu     | 1  |
| 2   | Duy Tuấn - Hà Công Tuấn - Nguyễn Văn Cường - Huỳnh Sơn   | 4  |
| 3   | Vĩnh Phát - Lê Duy Quân - Nguyễn Hữu Đang - Việt Hoàng   | 3  |
| 4   | Tài Phến - Đoàn Huy Tùng - Nguyễn Việt Hoàng - Hoàng Hải | 2  |

### Hội thao võ chiến đấu tổng hợp (Tập 10)
Dựa trên chỉ số sức mạnh, 8 chiến sĩ mới được chia làm 4 cặp đấu 1v1. Trong thời gian quy định, các chiến sĩ sử dụng các đòn đánh hợp lệ từ vị trí thắt lưng của đối thủ trở lên.
- Tất cả đòn đấm được tính 1 điểm.
- Đòn đá vào vị trí từ vùng cổ đến thắt lưng được tính 2 điểm.
- Đòn đá vào vị trí từ vùng cổ trở lên được tính 3 điểm.

Chỉ các đòn đánh nổ giáp (đòn có lực) mới được tính điểm, các đòn chỉ chạm giáp không được tính điểm.
| TT | Bên xanh   | Điểm  | Bên đỏ    |
| -- | ---------- | ----- | --------- |
| 1  | Duy Tuấn   | 1 - 2 | Tài Phến  |
| 2  | Việt Hoàng | 2 - 1 | Huỳnh Sơn |
| 3  | Anh Hiếu   | 3 - 2 | Huỳnh Lập |
| 4  | Vĩnh Phát  | 4 - 2 | Hoàng Hải |

| Hạng | Tên        | Điểm |
| ---- | ---------- | ---- |
| 1    | Vĩnh Phát  | 4    |
| 2    | Anh Hiếu   | 3    |
| 3T   | Việt Hoàng | 2    |
| 3T   | Tài Phến   | 2    |
| 3T   | Huỳnh Lập  | 2    |
| 3T   | Hoàng Hải  | 2    |
| 4T   | Duy Tuấn   | 1    |
| 4T   | Huỳnh Sơn  | 1    |

### Kiểm tra ném lựu đạn (Tập 11)

#### Kiểm tra chỉ số ban đầu
8 chiến sĩ mới thực hiện ném lựu đạn sử dụng các kỹ năng đã học làm sao để lựu đạn đi vào một trong các vòng tròn đồng tâm với khoảng cách như sau:
- Vòng tròn đỏ cách vị trí đứng 35m;
- Vòng tròn vàng cách vị trí đứng 30m;
- Vòng tròn xanh cách vị trí đứng 25m.

Thành tích được tính dựa trên kết quả ném của chiến sĩ: vào vòng tròn đỏ được xếp loại Giỏi, vòng tròn vàng xếp loại Khá, vòng tròn xanh xếp loại Đạt, nếu lựu đạn không tới hoặc vượt quá vòng tròn thì xếp loại Không đạt.
| Hạng | Tên        | Khoảng cách | Xếp loại  |
| ---- | ---------- | ----------- | --------- |
| 1    | Lê Tuấn Vũ | 30m         | Khá       |
| 2T   | Duy Tuấn   | 24m         | Không đạt |
| 2T   | Tài Phến   | 24m         | Không đạt |
| 3    | Việt Hoàng | 20m         | Không đạt |
| 4    | Huỳnh Lập  | 19m         | Không đạt |
| 5    | Huỳnh Sơn  | 18m         | Không đạt |
| 6T   | Vĩnh Phát  | 15m         | Không đạt |
| 6T   | Hoàng Hải  | 15m         | Không đạt |
| 6T   | Anh Hiếu   | 15m         | Không đạt |

#### Thi đấu
Mỗi đội thi đấu hai lượt, thành tích được tính theo kết quả của hai lượt thi đấu đó.
| Hạng | Đội                               | Kết quả thi đấu |
| ---- | --------------------------------- | --------------- |
| 1    | Đội 1 (Phạm Văn Sơn)              | Khá/Đạt         |
| 2    | Đội 3 (Việt Hoàng - Hoàng Hải)    | Khá/Không đạt   |
| 3    | Đội 2 (Duy Tuấn - Đào Quang Tiến) | 2 lần không đạt |

### Hội thao ném lựu đạn trong hành tiến
Hội thao được chia làm hai dải với 3 chặng vận động. 8 chiến sĩ mới được chia làm 4 đội theo hình thức bốc thăm và thực hiện vượt qua ba chặng vận động này.
- Chặng 1: Chiến sĩ dùng lựu đạn ném vào mục tiêu gắn bia số 7, sau đó vận động đến gầm hào, sử dụng động tác bắn gầm tiêu diệt mục tiêu. Khi thực hiện xong, chiến sĩ tiến hành nhảy xuống chiếm đạn hào và cảnh giới về phía trước.
- Chặng 2: Chiến sĩ còn lại của đội vận động 20m, dùng lựu đạn ném vào và chiếm điểm của địch.
- Chặng 3: Chiến sĩ dùng lựu đạn ném vào hầm căn cứ của địch, sau đó dùng động tác bắn gầm để tiêu diệt địch. Thực hiện xong, cơ động về vị trí xuất phát để hoàn thành nhiệm vụ.

Lưu ý, mỗi đội được cấp 5 quả lựu đạn và phải ném trúng 3 mục tiêu, chỉ khi trúng mục tiêu thứ nhất mới được cơ động đến mục tiêu tiếp theo. Nếu mục tiêu đầu tiên không bị tiêu diệt, đội đó sẽ bị loại. Kết quả được tính như sau:
- Giỏi: 3 mục tiêu;
- Khá: 2 mục tiêu.

Trường hợp nếu số mục tiêu bị tiêu diệt như nhau sẽ căn cứ số lựu đạn đã tiêu thụ; nếu vẫn bằng nhau, thời gian hoàn thành nhiệm vụ của đội sẽ được xem xét để xếp hạng.
| Hạng | Đội                            | Thời gian thực hiện | Mục tiêu bị tiêu diệt | Ghi chú                                             |
| ---- | ------------------------------ | ------------------- | --------------------- | --------------------------------------------------- |
| 1    | Đội 2 (Huỳnh Sơn - Việt Hoàng) | 1 phút 25 giây      | 3                     |                                                     |
| 2    | Đội 3 (Tài Phến - Huỳnh Lập)   | 1 phút 39 giây      | 3                     |                                                     |
| 3    | Đội 1 (Hoàng Hải - Vĩnh Phát)  | 5 phút 27 giây      | 3                     |                                                     |
| 4    | Đội 4 (Anh Hiếu - Duy Tuấn)    | 6 phút 31 giây      | 2                     | Chiến sĩ Anh Hiếu hy sinh trong quá trình thực hiện |

### Hội thao phòng hóa (Tập 11–12)
8 chiến sĩ mới chia làm 4 đội theo hình thức bốc thăm, mỗi đội có 2 người. Hội thao chia làm hai lượt thi đấu, mỗi lượt 2 đội. Các chiến sĩ tiến hành nhiệm vụ như sau:
- Vận động vượt qua bãi vật cản là hàng rào mái nhà;
- Sử dụng mặt nạ phòng độc, mang theo hòm vật chất vượt qua hầm chui có chứa khói độc;
- Dùng dụng cụ trong hòm khắc phục hàng rào cũi lợn và nhanh chóng tiếp cận vào tòa nhà;
- Trong tòa nhà có các phòng đánh số chẵn và lẻ ứng với lượt vận động của các đội. Mỗi phòng có các gợi ý liên quan đến một con số (ở lượt 1, hai đội giải mã khóa bằng gợi ý liên quan đến màu sắc; ở lượt 2, việc giải mã sẽ liên quan đến các câu đố mang tính tư duy logic). Mỗi đội phải giải mã gợi ý về ba con số ở 3 phòng, sau đó tiến lên tầng cao nhất;
- Tại vị trí đích có hộp kim loại chứa dung dịch tượng trưng cho vũ khí hóa học. Các đội sử dụng ba con số thu thập được để mở mã khóa, di chuyển ống dung dịch về vị trí an toàn để hoàn thành nhiệm vụ.

Thành tích được tính bằng thời gian hoàn thành và kết quả thực hiện của mỗi đội.
| Hạng | Đội                            | Lượt thi đấu         | Ghi chú                                    |
| ---- | ------------------------------ | -------------------- | ------------------------------------------ |
| 1    | Đội 3 (Huỳnh Lập - Việt Hoàng) | Lượt 2 (mật mã: 191) |                                            |
| 2    | Đội 4 (Duy Tuấn - Vĩnh Phát)   | Lượt 2 (mật mã: 191) |                                            |
| 3    | Đội 2 (Anh Hiếu - Tài Phến)    | Lượt 1 (mật mã: 312) | Chưa mở được khóa trong thời gian quy định |
| 4    | Đội 1 (Hoàng Hải - Huỳnh Sơn)  | Lượt 1 (mật mã: 312) | Chưa mở được khóa trong thời gian quy định |

### Hội thao quân y (Tập 12–13)
Tham khảo: 
6 chiến sĩ mới chia làm hai tổ, mỗi tổ gồm một đội trưởng là một chiến sĩ cũ (được in đậm) và 3 chiến sĩ mới. Mỗi tổ chọn 1 chiến sĩ làm thương binh, 2 chiến sĩ phụ trách chuyển thương, tổ trưởng đảm nhiệm vai trò chỉ huy. Các tổ tiến hành sơ cấp cứu và đưa thương binh về nơi tập kết trên quãng đường 2 km, bao gồm 3 khu vực khác nhau:
- Khu vực thứ nhất: Điểm xuất phát (địa hình đồi núi). Tiến hành đi tìm thương binh trong địa hình rừng rậm, sơ cứu thương binh và đưa thương binh lên võng để vận chuyển.
- Khu vực thứ hai: Đường mòn. Đưa thương binh từ sườn đồi, men theo đường mòn để vượt qua địa hình đồng bằng và đến bến tập kết.
- Khu vực thứ ba: Bến hồ. Từ bến tập kết, sử dụng bè để đưa thương binh về điểm an toàn.

Trong quá trình di chuyển, tổ quân y có thể gặp một số tình huống như pháo địch bắn phá và chất độc hóa học. Thành tích được tính theo thời gian từ thời điểm tìm kiếm thương binh đến thời điểm đưa thành công thương binh về vị trí tập kết.
| Hạng | Tổ                                                          | Thời gian thực hiện |
| ---- | ----------------------------------------------------------- | ------------------- |
| 1    | Tổ 1 (Nguyễn Văn Cường - Việt Hoàng - Duy Tuấn - Huỳnh Sơn) | 42 phút             |
| 2    | Tổ 2 (Đỗ Mạnh Dũng - Huỳnh Lập - Tài Phến - Hoàng Hải)      | 45 phút             |

### Hội thao trinh sát: Phục kích bắt tù binh (Tập 13)
Tham khảo: 
Các chiến sĩ mới làm thành một tổ trinh sát để bắt từ 1 đến 2 tù binh (gọi là địch). Tổ trinh sát được phân chia ra gồm 2 chiến sĩ chặn đầu, 2 chiến sĩ chặn đuôi và 4 chiến sĩ vây bắt. Nếu địch đi hướng ngược lại, các chiến sĩ chặn đầu sẽ chặn đuôi và ngược lại. Sau khi bắt được tù binh, các chiến sĩ tiến hành khai thác thông tin tù binh.
Kết quả: Tổ trinh sát đã bắt đúng và khai thác chính xác thông tin của các tù binh được yêu cầu.

### Hội thao đẩy gậy - leo tường (Tập 13–14)
Tham khảo: 
8 chiến sĩ mới chia làm 2 tiểu đội, mỗi tiểu đội gồm 4 chiến sĩ mới và được chọn thêm một chiến sĩ cũ để tham gia hội thao. Ở mỗi lượt thi đấu, chiến sĩ của tiểu đội tiến hành leo tường sử dụng các kỹ thuật đã học. Mỗi lượt hoàn thành sẽ cộng 1 điểm vào tổng điểm của cả tiểu đội, nếu không hoàn thành sẽ không có điểm. Tiểu đội nào có tổng điểm cao hơn sau tất cả các lượt sẽ giành chiến thắng chung cuộc; nếu tổng điểm của cả hai tiểu đội bằng nhau, mỗi tiểu đội cử 1 chiến sĩ có thành tích tốt nhất tham gia lượt đấu quyết định để phân định tiểu đội chiến thắng chung cuộc, kết quả được xác định theo thời gian hoàn thành nội dung.
| TT | Tiểu đội 1  | Kết quả và thời gian hoàn thành (giây) | Kết quả và thời gian hoàn thành (giây) | Tiểu đội 2   |
| -- | ----------- | -------------------------------------- | -------------------------------------- | ------------ |
| 1  | Tài Phến    | (4,8)                                  | (5,1)                                  | Duy Tuấn     |
| 2  | Lê Duy Quân | (4,6)                                  | (4,1)                                  | Huỳnh Lập    |
| 3  | Hoàng Hải   | (6,8)                                  | (4,5)                                  | Đỗ Mạnh Dũng |
| 4  | Vĩnh Phát   | (6,2)                                  | (4,5)                                  | Huỳnh Sơn    |
| 5  | Việt Hoàng  | (3,9)                                  | (9,2)                                  | Anh Hiếu     |
| KQ | Tiểu đội 1  | 5 - 5                                  | 5 - 5                                  | Tiểu đội 2   |

Lượt quyết định: Huỳnh Lập (tiểu đội 2) về đích trước Việt Hoàng (tiểu đội 1). Tiểu đội 2 giành chiến thắng chung cuộc.

### Hội thao giải cứu con tin (Tập 14)
Tham khảo: 
Có hai lượt thi. Ở mỗi lượt, mỗi tiểu đội cử bốn chiến sĩ mới có trang bị súng tiểu liên AK và 2 lựu đạn khói để thực hiện nhiệm vụ, và có 10 phút để tiêu diệt khủng bố và giải cứu con tin. Mật khẩu mở khóa lượng nổ được giấu trong điện thoại của khủng bố, khi nhập đúng, màn hình hiển thị màu xanh. Nếu nhập sai hoặc hết thời gian, lượng nổ sẽ phát nổ và nhiệm vụ thất bại.
Kết quả: Cả hai tiểu đội giải cứu thành công con tin trong thời gian quy định.

### Hội thao gấp chăn (Tập 14)
Nội dung này được yêu cầu do trung đội sau 6 ngày thực hiện nhiệm vụ vẫn không đảm bảo được nội vụ vệ sinh theo quy định của quân đội. Tất cả chiến sĩ mới thực hiện nội vụ trong vòng 10 phút. Các chiến sĩ cũ thực hiện đánh giá và kết luận.
Kết quả: Theo đánh giá của trung đội trưởng, chăn của chiến sĩ Huỳnh Sơn được đánh giá là gấp đẹp nhất; chăn của hai chiến sĩ Việt Hoàng và Huỳnh Lập tương đương. Chăn của chiến sĩ Vĩnh Phát được đánh giá là tạm đạt yêu cầu. Các chăn của chiến sĩ còn lại đều bị đánh giá là gấp chưa tốt.

### Hội thao bắn súng 12 ly 7 (Tập 15)
Tham khảo: 
Hội thao có hai khẩu đội, mỗi khẩu đội tổ chức biên chế gồm 4 chiến sĩ mới và tiểu đội trưởng (tên được in đậm). Mỗi khẩu đội bổ sung thêm 1 chiến sĩ cũ để hoàn thành đội hình khẩu đội 6 người.
Hội thao được chia làm 3 thử thách nhỏ: Nhanh, khỏe và khéo.
- Thử thách Nhanh: Hai chiến sĩ xạ thủ trong khẩu đội tiến hành mang chân súng vượt qua bãi vật cản hàng rào cũi lợn, di chuyển đến khu vực công sự và tiến hành lắp đặt.
- Thử thách Khỏe: Một chiến sĩ xạ thủ tiếp cận khu vực có ba thùng gỗ, sử dụng cuốc công binh phá thùng gỗ và tìm bệ súng bên trong, rồi di chuyển về điểm tập kết.
- Thử thách Khéo: Hai xạ thủ tháo dây buộc để lấy phần thân súng bị buộc chặt vào cọc gỗ, sau đó nhanh chóng lấy thân súng cùng hộp đạn để tiến đến vị trí lắp súng.

Các thử thách phải được thực hiện lần lượt, và các xạ thủ thực hiện xong thử thách của mình có thể hỗ trợ các xạ thủ khác hoàn thành các nhiệm vụ còn lại. Khi lắp xong súng, khẩu đội tiến hành triển khai chiến đấu. Khẩu đội nào tiêu diệt mục tiêu nhanh hơn sẽ giành chiến thắng.
| Khẩu đội | Thành viên                                                                     |
| -------- | ------------------------------------------------------------------------------ |
| 1        | Lê Tuấn Vũ - Việt Hoàng - Vĩnh Phát - Duy Tuấn - Hoàng Hải - Lê Duy Quân       |
| 2        | Nguyễn Việt Hoàng - Huỳnh Sơn - Huỳnh Lập - Anh Hiếu - Tài Phến - Đào Huy Tùng |

Kết quả: Khẩu đội 1 giành chiến thắng do có thời gian thực hiện thử thách nhanh hơn.

### Hội thao tổng hợp thực hiện cứu hộ - cứu nạn (Tập 15)
Tham khảo: 
Hai tiểu đội thực hiện vượt qua ba chặng vật cản:
- Chặng 1: Tiểu đội vận chuyển các tấm gỗ qua bãi lầy có hàng rào dây thép gai.
- Chặng 2: Tiểu đội di chuyển các tấm gỗ vượt qua tường bao có độ cao 1,8m và cơ động đến vị trí xe quân y bị mắc kẹt.
- Chặng 3: Tiểu đội dùng các tấm ván gỗ đã được vận chuyển để cứu nạn xe quân y thoát khỏi bãi lầy.

Tiểu đội đưa được xe quân y ra khỏi bãi lầy nhanh hơn sẽ giành chiến thắng.
| Tiểu đội | Thành viên                                     |
| -------- | ---------------------------------------------- |
| 1        | Duy Tuấn - Lê Duy Quân - Hoàng Hải - Vĩnh Phát |
| 2        | Tài Phến - Huỳnh Lập - Anh Hiếu - Huỳnh Sơn    |

Kết quả: Tiểu đội 2 giải cứu thành công xe quân y trước và hỗ trợ tiểu đội 1 hoàn thành nhiệm vụ. Tiểu đội 1 giải cứu thành công xe quân y nhờ sự đoàn kết của cả trung đội.

### Hội thao vận tải đạn vượt qua các loại địa hình (Tập 16)
Hai tiểu đội vận chuyển đạn dược vượt qua 3 chặng địa hình:
- Chặng 1: Các chiến sĩ tổ chức lực lượng, tìm kiếm 6 thùng đạn (mỗi thùng nặng khoảng 25 - 30kg) được cất giấu trong địa hình nhiều cây bụi. Lưu ý, tiểu đội phải tìm hết số thùng đạn được yêu cầu mới được phép di chuyển đến chặng tiếp theo.
- Chặng 2: Các chiến sĩ di chuyển theo đường mòn để tiến đến khu vực hồ nước cách vị trí tìm thùng đạn 1,5km, sau đó dùng thuyền di chuyển các thùng đạn vượt qua hồ nước dài 300m để tới bờ bên kia hồ.
- Chặng 3: Các chiến sĩ dùng xe đạp thồ để di chuyển các thùng đạn đến vị trí tập kết trong rừng cách hồ nước 2km.

Đội nào vận chuyển hết số thùng đạn được yêu cầu tới vị trí tập kết nhanh hơn sẽ giành chiến thắng.
| Tiểu đội | Thành viên                                     |
| -------- | ---------------------------------------------- |
| 1        | Duy Tuấn - Việt Hoàng - Hoàng Hải - Vĩnh Phát  |
| 2        | Tài Phến - Huỳnh Lập - Anh Hiếu - Hà Công Tuấn |

Kết quả: Tiểu đội 2 đã về vị trí tập kết nhanh hơn tiểu đội 1.

## Kết quả từng ngày

### Ngày 1
| Hạng | Tên        | Điểm học tập | Điểm rèn luyện | Tổng |
| ---- | ---------- | ------------ | -------------- | ---- |
| 1    | Duy Tuấn   | 8,8          | 9,0            | 8,90 |
| 2    | Tài Phến   | 8,3          | 8,5            | 8,40 |
| 3T   | Huỳnh Lập  | 8,1          | 8,5            | 8,30 |
| 3T   | Huỳnh Sơn  | 7,6          | 9,0            | 8,30 |
| 4T   | Việt Hoàng | 8,0          | 8,5            | 8,25 |
| 4T   | Hoàng Hải  | 8,0          | 8,5            | 8,25 |
| 5T   | Anh Hiếu   | 8,1          | 8,0            | 8,05 |
| 5T   | Vĩnh Phát  | 8,6          | 7,5            | 8,05 |

### Ngày 2
| Hạng | Tên        | Điểm học tập | Điểm rèn luyện | Tổng |
| ---- | ---------- | ------------ | -------------- | ---- |
| 1T   | Duy Tuấn   | 8,9          | 8,5            | 8,70 |
| 1T   | Tài Phến   | 8,9          | 8,5            | 8,70 |
| 2    | Huỳnh Sơn  | 8,8          | 8,5            | 8,65 |
| 3    | Huỳnh Lập  | 8,5          | 8,5            | 8,50 |
| 4    | Việt Hoàng | 8,9          | 8,0            | 8,45 |
| 5    | Anh Hiếu   | 5,2          | 9,0            | 7,10 |
| 6    | Vĩnh Phát  | 5,1          | 9,0            | 7,05 |
| 7    | Hoàng Hải  | 5,0          | 9,0            | 7,00 |

### Ngày 4
| Hạng | Tên        | Điểm học tập | Điểm rèn luyện | Tổng |
| ---- | ---------- | ------------ | -------------- | ---- |
| 1    | Huỳnh Sơn  | 8,6          | 8,2            | 8,4  |
| 2    | Việt Hoàng | 8,2          | 8,3            | 8,25 |
| 3    | Tài Phến   | 8,2          | 8,2            | 8,2  |
| 4T   | Huỳnh Lập  | 8,0          | 8,1            | 8,05 |
| 4T   | Duy Tuấn   | 8,1          | 8,0            | 8,05 |
| 4T   | Hoàng Hải  | 8,1          | 8,0            | 8,05 |
| 5    | Vĩnh Phát  | 8,0          | 8,0            | 8,0  |
| 6    | Anh Hiếu   | 8,0          | 7,9            | 7,95 |

### Ngày 5
| Hạng | Tên        | Điểm học tập | Điểm rèn luyện | Tổng |
| ---- | ---------- | ------------ | -------------- | ---- |
| 1    | Huỳnh Lập  | 8,5          | 8,1            | 8,4  |
| 2    | Tài Phến   | 8,3          | 8,1            | 8,2  |
| 3    | Hoàng Hải  | 8,1          | 8,1            | 8,1  |
| 4T   | Việt Hoàng | 8,1          | 8,0            | 8,05 |
| 4T   | Huỳnh Sơn  | 8,2          | 7,9            | 8,05 |
| 5    | Duy Tuấn   | 8,0          | 7,9            | 7,95 |
| 6T   | Vĩnh Phát  | 7,8          | 7,7            | 7,75 |
| 6T   | Anh Hiếu   | 7,5          | 8,0            | 7,75 |

## Kết quả chung cuộc
Tham khảo: 
| Hạng | Tên        | Tổng điểm |
| ---- | ---------- | --------- |
| 1    | Duy Tuấn   | 8,278     |
| 2    | Tài Phến   | 8,274     |
| 2    | Việt Hoàng | 8,25      |
| 3    | Huỳnh Sơn  | 8,24      |
| 3    | Huỳnh Lập  | 8,2       |
| 3    | Hoàng Hải  | 7,9       |
| 3    | Vĩnh Phát  | 7,87      |
| 3    | Anh Hiếu   | 7,86      |

## Đón nhận
Ngay khi danh sách các thành viên được tiết lộ, nhiều khán giả cảm thấy thích thú bởi họ đều là những nghệ sĩ được khán giả yêu thích. Trong đó, Mono - người em trai của Sơn Tùng M-TP, nhận được nhiều sự chú ý vì anh là người có số lượng người hâm mộ vô cùng đông đảo. Khán giả kỳ vọng rằng việc anh cùng Soobin, 16 Typh, Mai Tài Phến tham gia nhập ngũ sẽ tạo được sự thú vị cho chương trình. Ngoài ra, khán giả cũng mong đợi sự xuất hiện của hai diễn viên hài Huỳnh Lập và Phát La, cùng với streamer Xemesis trong chương trình.
Khi chương trình lên sóng, nội dung huấn luyện trong môi trường quân ngũ của các nghệ sĩ tham gia chương trình với các thử thách không khác gì những quân nhân chuyên nghiệp đã nhận được nhiều phản hồi tích cực của khán giả. Theo đánh giá của báo Sài Gòn Giải Phóng, điểm cộng lớn nhất của mùa này xuất phát ngay từ trong những thử thách của chương trình mà thông qua những thử thách ấy, khán giả có cơ hội khám phá những tính cách rất thật, không hề giấu giếm, màu mè hay phô trương từ những người của công chúng. Trong đó, Nghiêm Anh Hiếu (Xemesis) là một trong số những chiến sĩ được khán giả quan tâm nhiều nhất.

## Tranh cãi

### Trước chương trình
Trong buổi họp báo chương trình vào chiều ngày 11 tháng 12 năm 2023, Phát La là người gây tranh cãi nhiều nhất vì nhuộm tóc sáng khi đang mặc quân phục. Nhiều người cho rằng anh thiếu chỉn chu và nghiêm túc khi tham gia một sự kiện liên quan đến chương trình về quân ngũ. Theo ban tổ chức, buổi họp báo ra mắt chương trình diễn ra sau khi chương trình hoàn thành việc ghi hình, đồng thời trong quá trình ghi hình, các nghệ sĩ thể hiện sự nghiêm túc, tác phong chuẩn mực cần thiết - điều mà khán giả sẽ cảm nhận được khi lên sóng.